# Team PCB
Team PCB fue un stable de lucha libre profesional en la WWE conformado por Paige, Charlotte y Becky Lynch a mediados del 2015 hasta finales del mismo año después de que Paige las traicionara y atacara.

## Historia
En el 13 de julio episodio de Raw, después de semanas de ser superados en número por The Bella Twins y su aliada Alicia Fox; Stephanie McMahon llamó a una «revolución» en el WWE Divas división y presentó a las divas de NXT Charlotte y Becky Lynch como aliadas de Paige. La campeona de NXT Sasha Banks  también debutó como aliada de Naomi y Tamina, dando lugar a una pelea entre los tres equipos. El trío de Paige, Charlotte y Lynch fue originalmente llamado «Submission Sorority», antes de ser renombrado «PCB» (las iniciales del primer nombre de cada luchadora), después de que se descubrió que el nombre «Submission Sorority» era el nombre de un sitio web pornográfico. En Battleground, una lucha de triple amenaza tuvo lugar con Charlotte en representación de PCB, contra Sasha Banks de equipo BAD, y Brie Bella del Team Bella, que Charlotte ganó.
En Summer Slam compitieron en una Triple Amenaza el Team Bad, el Team Bella y el Team PCB, saliendo las últimas como ganadoras después de que Lynch cubriera a Brie Bella. 
En agosto el 31 de episodio de Raw, todos los miembros de PCB compitieron en la primera pelea de Beat the Clock entre Divas, ganando Charlotte así convirtiéndose en la Contendiente No.1 al Campeonato de las Divas.
El 14 de septiembre, Charlotte luchó contra Nikki por el título, ganando después de una interferencia de Team Bella, por lo cual no ganó el título.
El 20 de septiembre, Charlotte derrotó a Nikki en Night of Champions para ganar el Campeonato de Divas. Durante la celebración de Charlotte la noche siguiente en Raw, Paige se volvió heel y lanzó una "Pipe Bomb" , donde afirmó que Charlotte estaba allí por su padre y reprendió a otros miembros de la división de Divas, incluyendo a Becky Lynch y Natalya. En el siguiente episodio de Smackdown, Paige justificaría sus acciones afirmando que ella fue la que inició la revolución de las divas, y golpeó a Natalya cuando ella se enfrentó a ella de nuevo. Después de más confrontación entre los dos, Natalya derrotaría a Paige el 5 de octubre episodio de Raw. En el 15 de octubre episodio de Smackdown, Natayla fue atacada en el backstage y estuvo incapaz de ayudar a Charlotte y Becky Lynch contra el equipo de Bella así terminando con Paige ayudándolas. 
En el 26 de octubre episodio de Raw, después de perder una lucha contra el Team Bella, Paige atacó tanto a Charlotte como a Becky, por lo tanto cortó oficialmente lazos con el grupo.
El 30 de noviembre episodio de Raw, Charlotte tuvo actitudes Heel, cambiando a Tweener después de hacer trampa y fingir estar lesionada para derrotar a Becky Lynch gracias a la distracción de Ric Flair vía Roll-Up. La disensión entre Charlotte y Lynch se burlaban aún más en el episodio 3 de diciembre de SmackDown, cuando Charlotte atacó Brie Bella mientras ella estaba encerrada en Lynch Dis-arm-her, después de Brie golpeó accidentalmente Charlotte, causando una pérdida de inhabilitación por Lynch. 
En TLC en diciembre, Charlotte volvió a defender con éxito su título contra Paige después de múltiples distracciones de Flair, y solidificado su turn heel en el proceso.
En el 17 de diciembre en SmackDown! Lynch derrotó Brie Bella después de Charlotte atacó Brie. Después, Lynch dijo a Charlotte que quería ganar sin interferencias, a la que Charlotte respondió: "Yo simplemente no quiero que se pierda." Lynch tomó esto como un insulto.
En la edición del 4 de enero de Raw, Charlotte y Lynch compitieron en un partido que sirvió de revancha de Lynch para la pérdida de 30 de noviembre. Después de la interferencia de Ric Flair, Lynch obtuvo la victoria. Charlotte tarde se levantó del ring y atacó Lynch por darle la pérdida. Esto consolidaría que se disolviera oficialmente el grupo. Tres días más tarde en SmackDown, Lynch recibió una lucha por el Campeonato de Divas de Charlotte, pero no tuvo éxito en capturar el título después de la interferencia de Ric Flair. 

## En lucha
- Movimientos finales
  - Charlotte
    - Figure Eight (Bridging figure-four leglock)[2][3]
    - Bow Down to the Queen / Natural Selection (Forward somersault cutter)

- - Becky Lynch
    - Dis-arm-her[4] / Disgusting Armbar[5] (Seated Fujiwara armbar)[6][7] – 2014–presente
    - Exploder suplex[8] – 2014; usado como movimiento de firma más tarde
    - Four-Leg Clover[4]

- - Paige
    - PTO (Scorpion Cross-lock)
    - RamPaige

- Mánagers
  - Ric Flair

## Campeonatos y logros
- Wrestling Observer Newsletter
  - Peor feudo del año (2015) Team PCB vs. Team B.A.D. vs. Team Bella[9]

- WWE
  - WWE Divas Championship (1 vez) – Charlotte